# MacOS Tahoe
macOS Tahoe (версія 26) — двадцять третій і поточний основний випуск операційної системи macOS від Apple, наступник macOS Sequoia. Вона була анонсована на WWDC 2025 9 червня 2025 року. Відповідно до практики Apple називати випуски macOS на честь визначних місць Каліфорнії, операційна система отримала назву на честь озера Тахо.

## Особливості
macOS Tahoe представляє кілька нових функцій та покращень, головним чином зосереджених на інтерфейсі користувача:
- Інтерфейс користувача було перероблено з часів macOS Big Sur, тепер він використовує рідке скло (Liquid Glass) замість Aqua, і тепер він більше відповідає іншим платформам Apple.
- Папки тепер можна налаштовувати, зокрема, змінювати кольори та емодзі.
- Пошук Spotlight був перероблений та став набагато потужнішим, ніж раніше.
- Багато функцій iOS та iPadOS було перенесено на Mac, такі як тонування програм, активність у реальному часі та налаштування Центру керування.
- Значок Finder тепер має синій колір з правого боку, а не з лівого.
- Значки програм було перероблено, тепер вони такі ж, як в iOS та iPadOS, а не модифіковані версії значків. Форма значка програми, представлена в MacOS Big Sur, тепер є обов'язковою, оскільки сторонні програми, які порушують це правило, будуть розміщені у формі значка програми.
- Центр керування було перероблено, тепер він функціонує та нагадує його з iOS та iPadOS.

## Підтримуване обладнання
macOS Tahoe підтримує всі комп'ютери Mac з процесорами Apple Silicon та процесорами Xeon-W 9-го покоління від Intel на базі Coffee Lake та Cascade Lake.
Підтримувані тільки 4 моделі комп'ютерів Mac з процесорами Intel: Mac Pro 2019 року, 16-дюймовий MacBook Pro 2019 року, 13-дюймовий MacBook Pro 2020 року з чотирма портами Thunderbolt та iMac 2020 року. Сумісні такі пристрої:
- iMac (2020 року та новіших)
- MacBook Air (M1, листопад 2020 року та новіші моделі)
- MacBook Pro 13 дюймів (травень 2020 року з чотирма портами Thunderbolt 3; M1, листопад 2020 року та пізніше)
- MacBook Pro 14 дюймів (усі моделі)
- MacBook Pro 16 дюймів (2019 року та новіших)
- Mac Mini (M1, листопад 2020 року та пізніше)
- Mac Pro (2019 року та новіших)
- Mac Studio (усі моделі)

Під час заходу «Платформи: стан країни» на WWDC 2025 компанія Apple оголосила, що macOS Tahoe буде останньою версією macOS, яка підтримуватиме комп'ютери Mac з процесорами Intel; macOS 27 не підтримуватиме архітектуру Intel.